# Margarita Dimov
Margarita Dimov (* in Taschkent, Usbekistan) ist eine usbekische Violinistin und Violinpädagogin in den USA.

## Leben
Dimov begann ihre Ausbildung bei Nathan Mendelssohn an der „Uspensky-Schule“, einem Musikgymnasium für musikalisch hochbegabte Kinder, das an das Staatliche Konservatorium Usbekistans in Taschkent angeschlossen ist. Hier lernte sie Violine und Klavier, Solfège, Musiktheorie und Harmonik. Später machte sie den Bachelor mit Auszeichnung am staatlichen „Khamza Music College“ in Taschkent, wo sie bei V. Youdenitch studierte. Außerdem besuchte sie Meisterklassen bei Oleg Krysa und Igor Bezrodny (1930–1997) sowie Meisterklassen am Konservatorium Taschkent.
Dimov war zehn Jahre lang Konzertmeister am „Russischen Theater für Musik und Komödie“ in Taschkent. Später war sie Mitglied in einigen Kammerorchestern in Israel und in den USA. Über 20 Jahre lang betätigte sie sich auch als Geigenlehrer privat und in Klassen in Russland, Israel und in den USA, etwa an der „Gorin School of Music“ in Mountain View (Santa Clara County, Kalifornien).
Seit Februar 2005 unterrichtet Dimov an der „Community School of Music and Arts“ (CSMA) in Mountain View, wo sie ihre Schüler im Klassenverband oder auch in Privatunterricht im Fach „Violine“ in deren Entwicklung begleitet und sie auf Examina und Auditions vorbereitet.
Privat liebt sie das Singen und Tanzen, Seidenmalerei und die Herstellung von Rosen aus verschiedensten Materialien und kennt sich bestens in Textilien aus – „aus einem früheren Leben in Modedesign“. Außerdem liebt sie es, zu reisen und Sprachen zu lernen.